# Якоб Інгебрігтсен
Якоб Інгебрігтсен (норв. Jakob Ingebrigtsen; нар. 19 вересня 2000) — норвезький легкоатлет, який спеціалізується в бігу на середні та довгі дистанції.
Брати Якоба — Генрік на Філіп — також легкоатлети, які спеціалізуються в бігу на середні та довгі дистанції.

## Спортивні досягнення

### Медалі
Олімпійський чемпіон з бігу на 1500 метрів.
Бронзовий призер Континентального кубку у бігу на 1500 метрів (2018).
Триразовий чемпіон Європи у бігу на 1500 метрів (2018, 2022, 2024) та 5000 метрів (2018, 2022, 2024).
Чемпіон Європи з кросу в особистому заліку та бронзовий призер чемпіонату Європи з кросу у командному заліку (2021).
Багаторазовий чемпіон Європи в приміщенні у бігу на 1500 метрів (2021) та 3000 метрів (2019, 2021).
Срібний (біг на 1500 метрів) та бронзовий (біг на 5000 метрів) призер чемпіонату світу серед юніорів (2018).
Чемпіон Європи серед юніорів з бігу на 5000 метрів та 3000 метрів з перешкодами (2017).
Чотириразовий чемпіон Європи з кросу в особистому заліку серед юніорів.

### Рекорди

#### Світу
Рекордсмен світу з бігу на 2000 метрів — 4.43,13 (2023).
Рекордсмен світу з бігу на 3000 метрів — 7.17,55 (2024).
Рекордсмен світу з бігу на 1500 метрів у приміщенні.
Рекордсмен світу в приміщенні серед юніорів у бігу на 1500 метрів.
Володар вищого світового досягнення у бігу на 2 милі.

#### Європи
- біг на 1500 метрів:
  - 3.28,68 (2020)[14]
  - 3.28,32 (2021)[15][16]
  - 3.27,95 (2023)[17]
  - 3.27,14 (2023)[18]
  - 3.26,73 (2024)[19][20]
- біг на 1 милю:
  - 3.43,73 (2023)[21][22]
- біг на 2000 метрів:
  - 4.50,01 (2020)[23]
  - 4.43,13 (2023)[5][6]
- біг на 3000 метрів:
  - 7.24,00+ (2023)[24][25]
  - 7.23,63 (2023)[26]
- біг на 5000 метрів:
  - 12.48,45 (2021)[27]
- біг на 1500 метрів у приміщенні:
  - 3.31,80 (2021)[28][29]
  - 3.30,60 (2022)[30][31]

## Визнання
- Легкоатлет року в Європі (2022[32], 2023[33])
- Зірка, яка сходить, в Європі (2018)